# Luigi Valadier

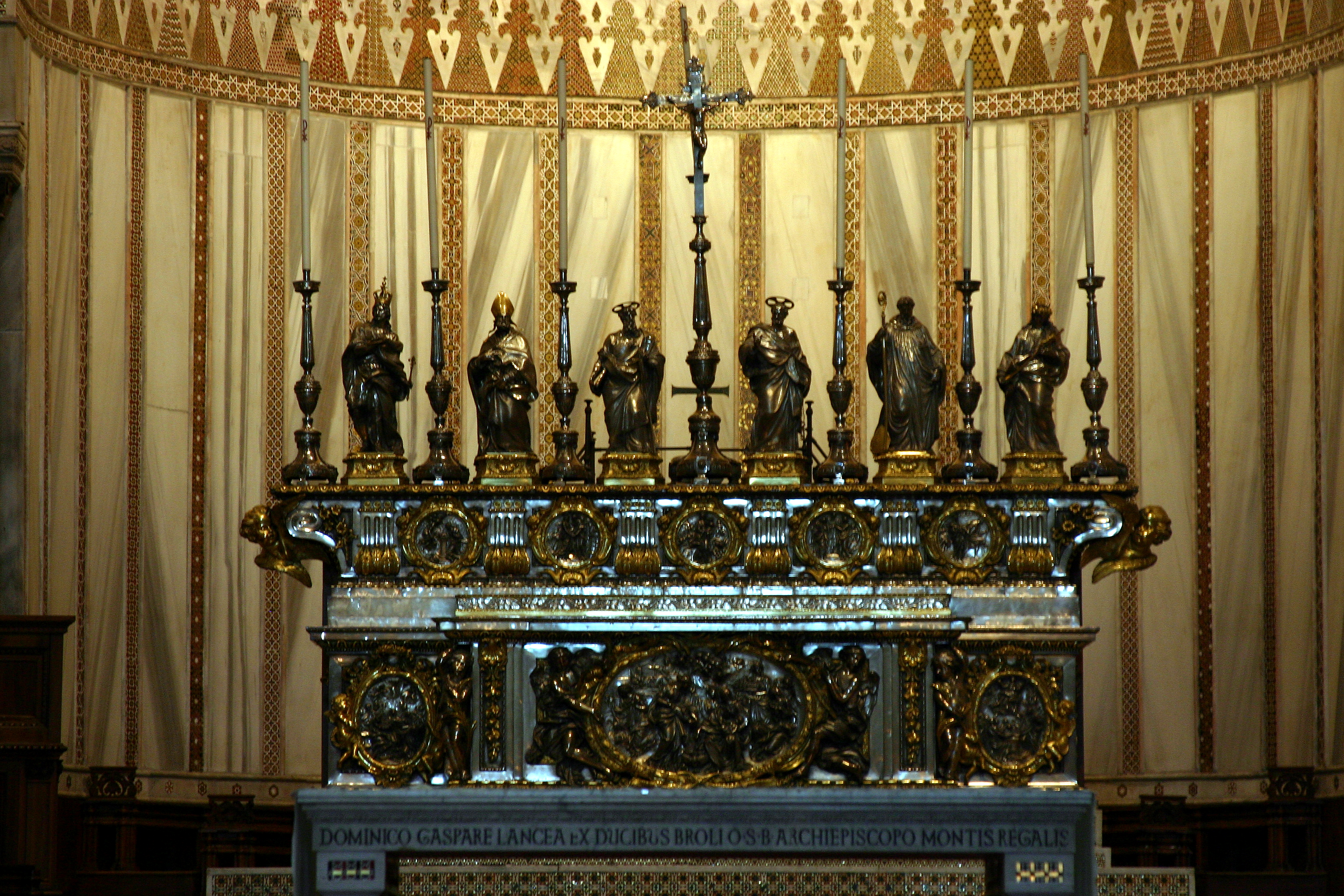
Altare argenteo
cattedrale di Santa Maria Nuova di Monreale.

Luigi Valadier (Roma, 26 febbraio 1726 – Roma, 15 settembre 1785) è stato un orafo e gioielliere italiano.

## Biografia
Figlio di Andrea Valadier, argentiere provenzale trasferitosi a Roma nel 1714, Luigi Valadier fu padre degli argentieri Filippo, Tommaso e Luigi nonché del celebre architetto Giuseppe Valadier.
Egli iniziò la propria carriera nella bottega paterna sita in via del Babuino a Roma, sostituendo poi il padre nella direzione dei lavori nel 1759. Orafo di fiducia di diversi papi dal 1769, lavorò anche per diversi committenti altolocati italiani e stranieri, come l'Elettore Carlo Teodoro di Baviera (per cui eseguì un centrotavola con la riproduzione in argento della Colonna Traiana) e Enrico Benedetto Stuart, duca di York e cardinale.
Oltre a queste opere, papa Pio VI gli commissionò un prezioso calice di lapislazzuli che donò al re Stanislao II Augusto Poniatowski o ancora una grande specchiera in argento per Palazzo Chigi a Roma. Nel 1770 eseguì il grandioso altare maggiore del Duomo di Monreale, nei pressi di Palermo, con un ricco e raffinatissimo corredo liturgico.
Nel 1785 la sua esistenza si chiuse tragicamente durante la lavorazione dell'attuale campanone della Basilica di San Pietro, del diametro di 2,31 m e un peso di 8,95 tonnellate: Luigi alla vigilia della fusione si suicidò gettandosi nel Tevere. Studi compiuti sui libri contabili suggeriscono che il movente fosse una situazione economica disastrosa, derivante dal fatto che Valadier pareva essersi unito in affari con un socio che pretendeva il 24% degli incassi annui. La colata venne poi portata a termine dal figlio Giuseppe.

## Galleria d'immagini

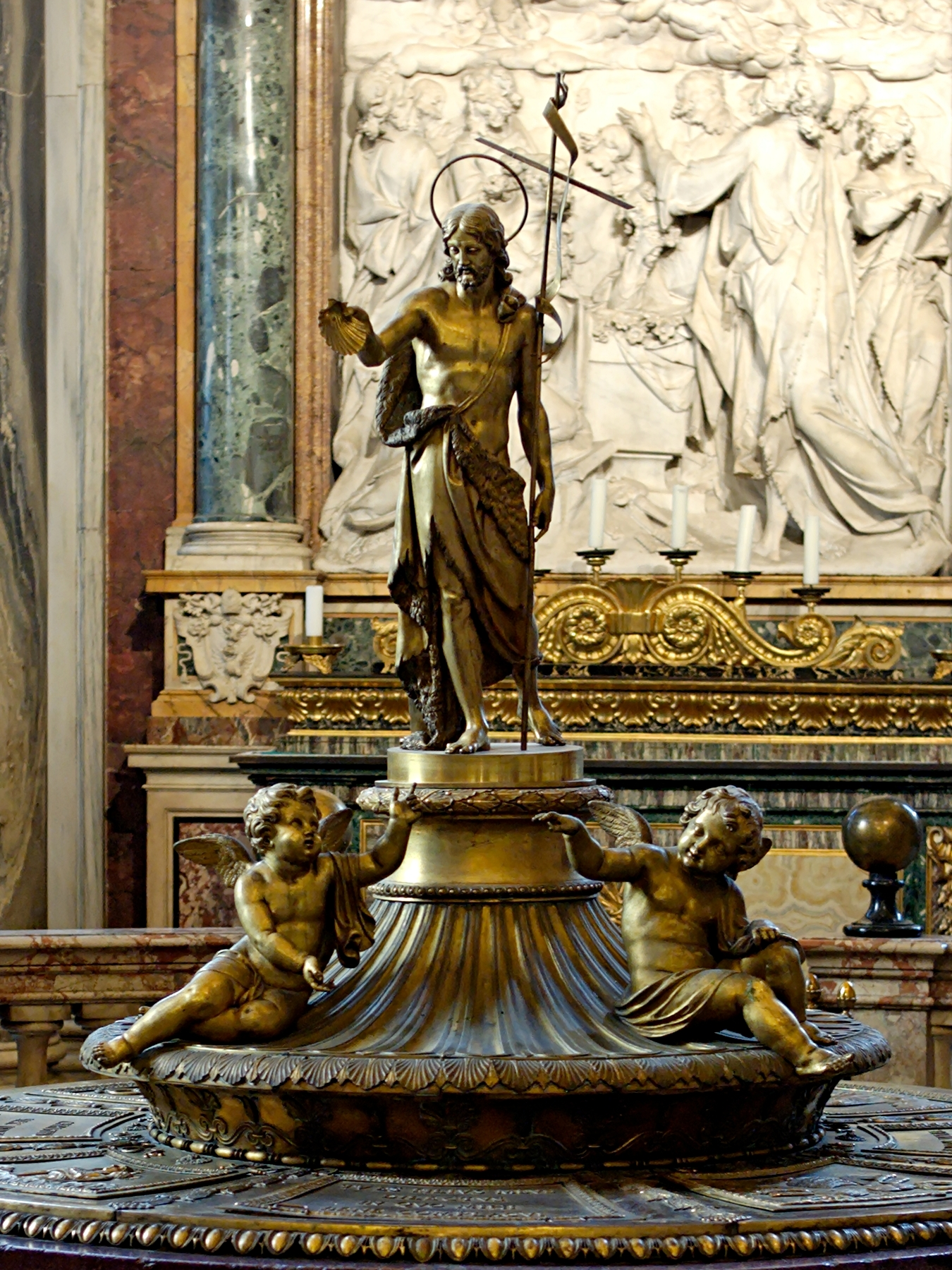
Fonte battesimale Roma, Basilica di Santa Maria Maggiore
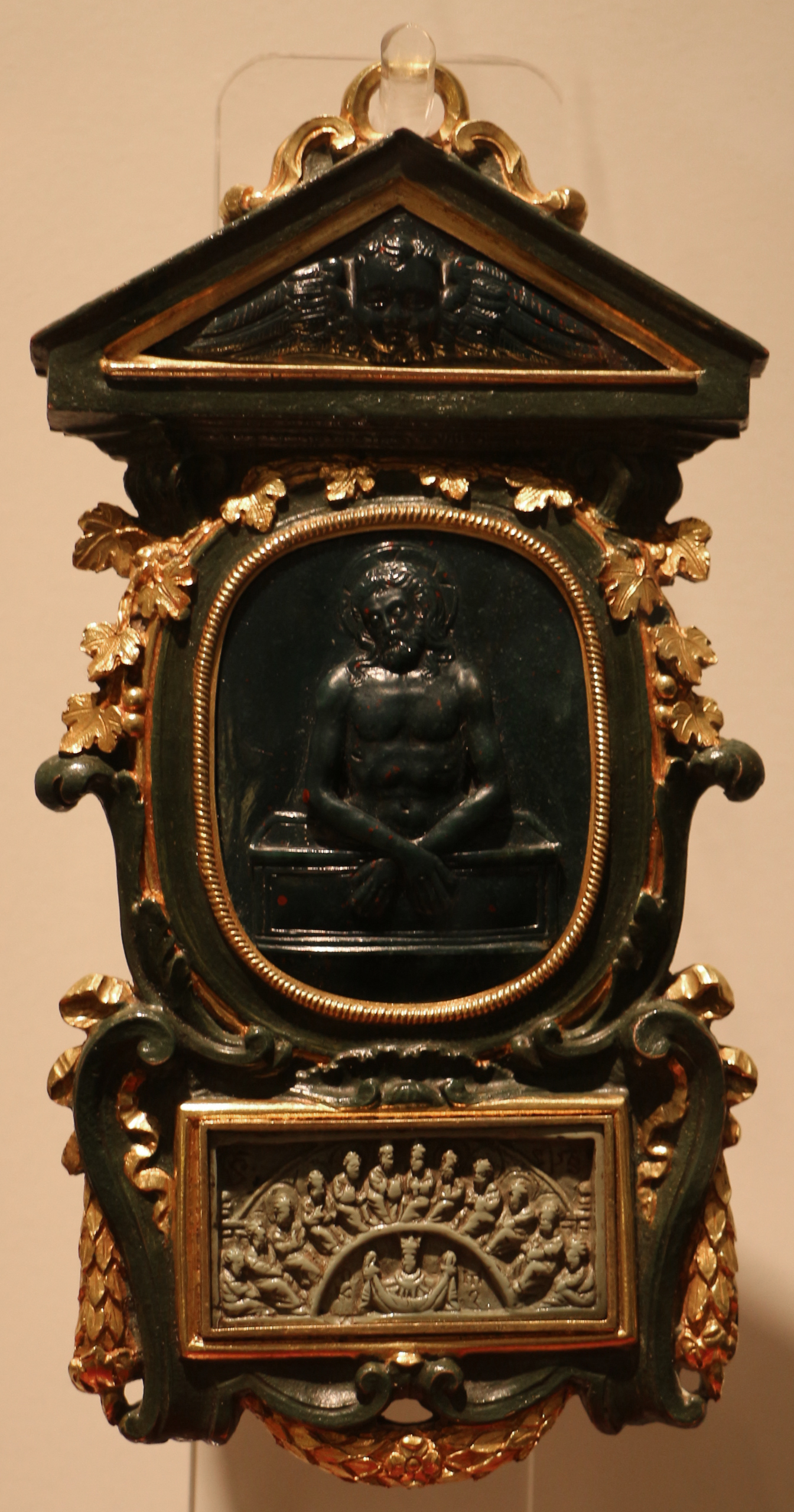
Tabernacolo 1770 ca Collezione privata
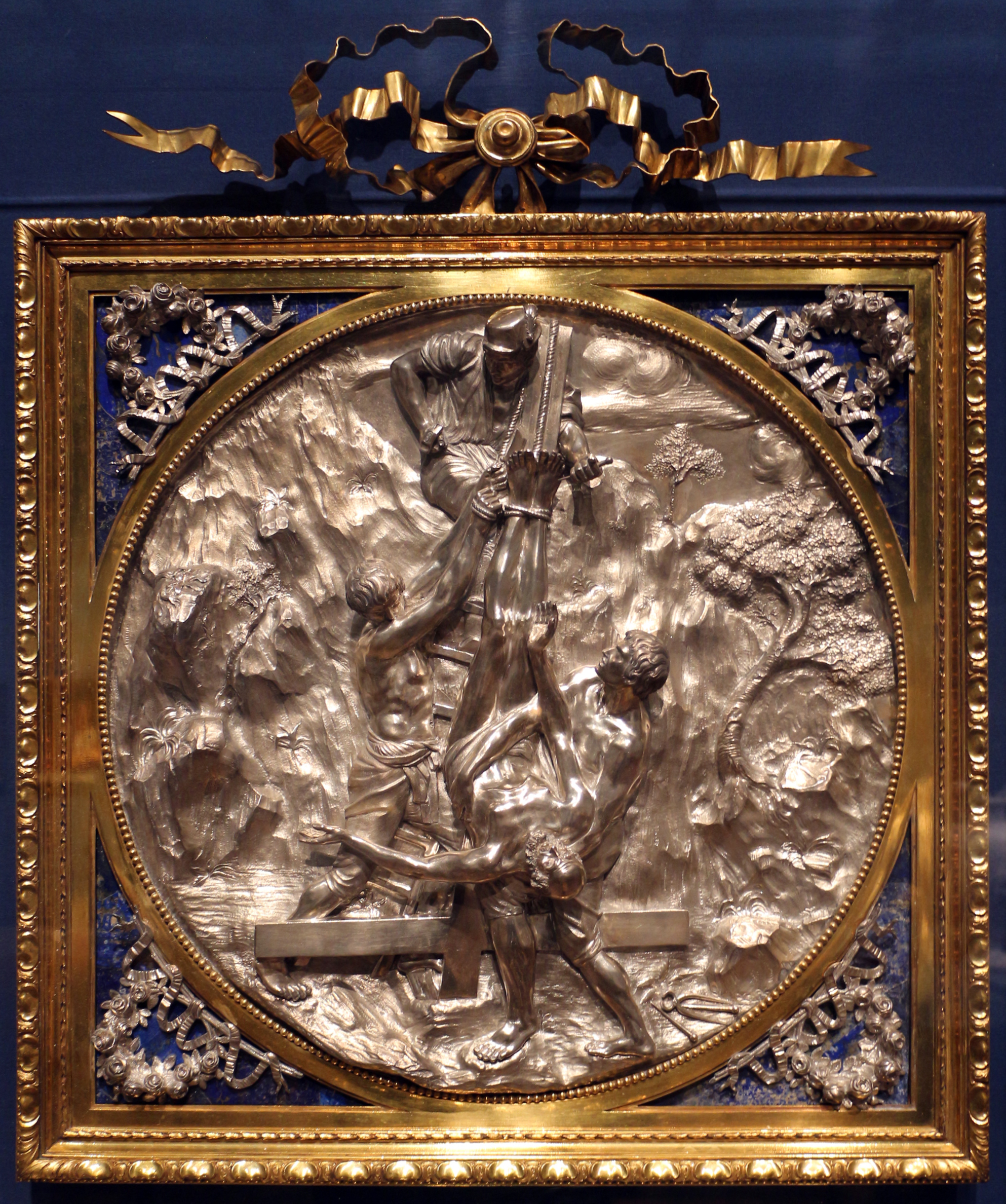
Crocifissione di San Pietro 1770-80 Chicago, Art Institute
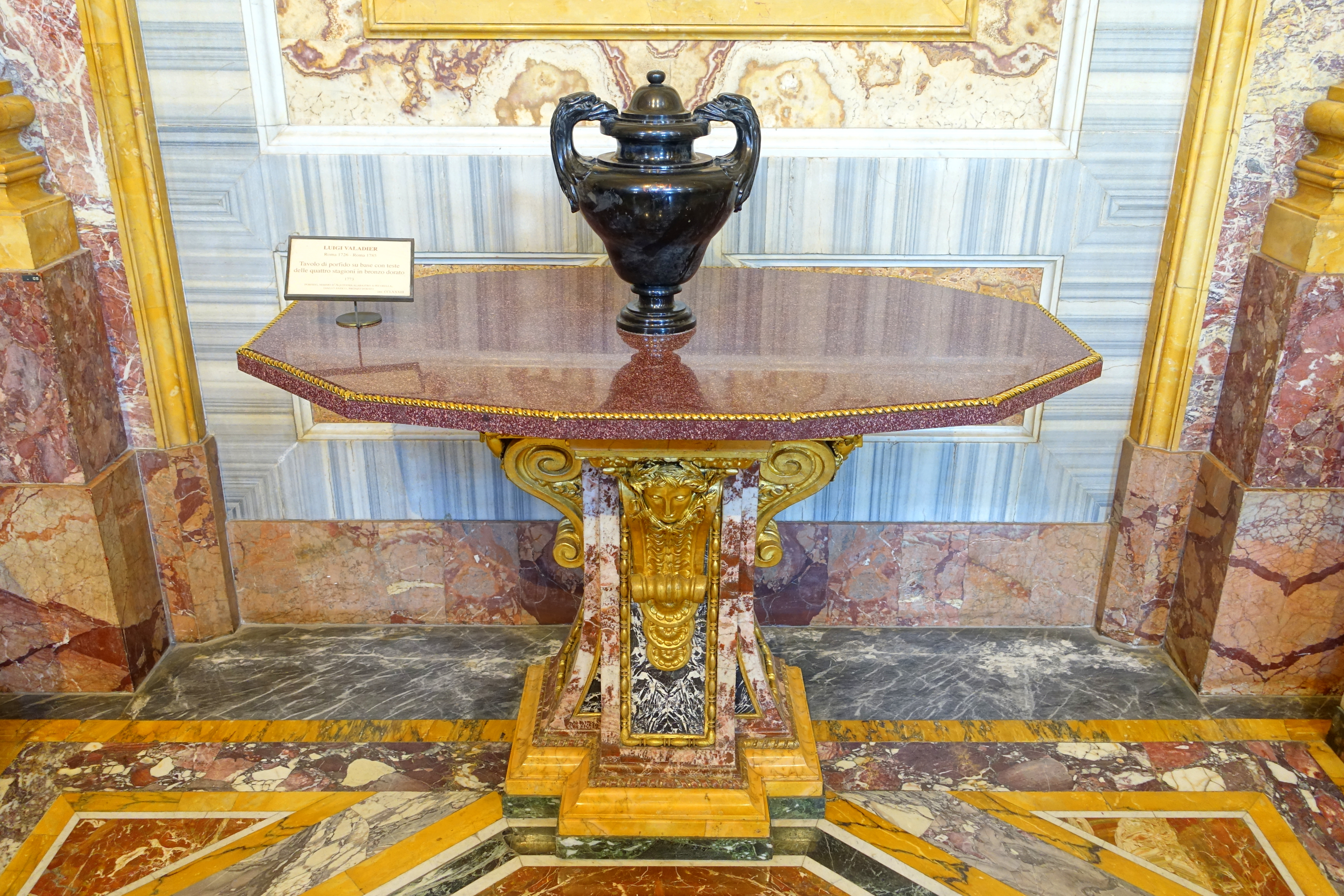
Tavolo in porfido 1773 Roma, Galleria Borghese
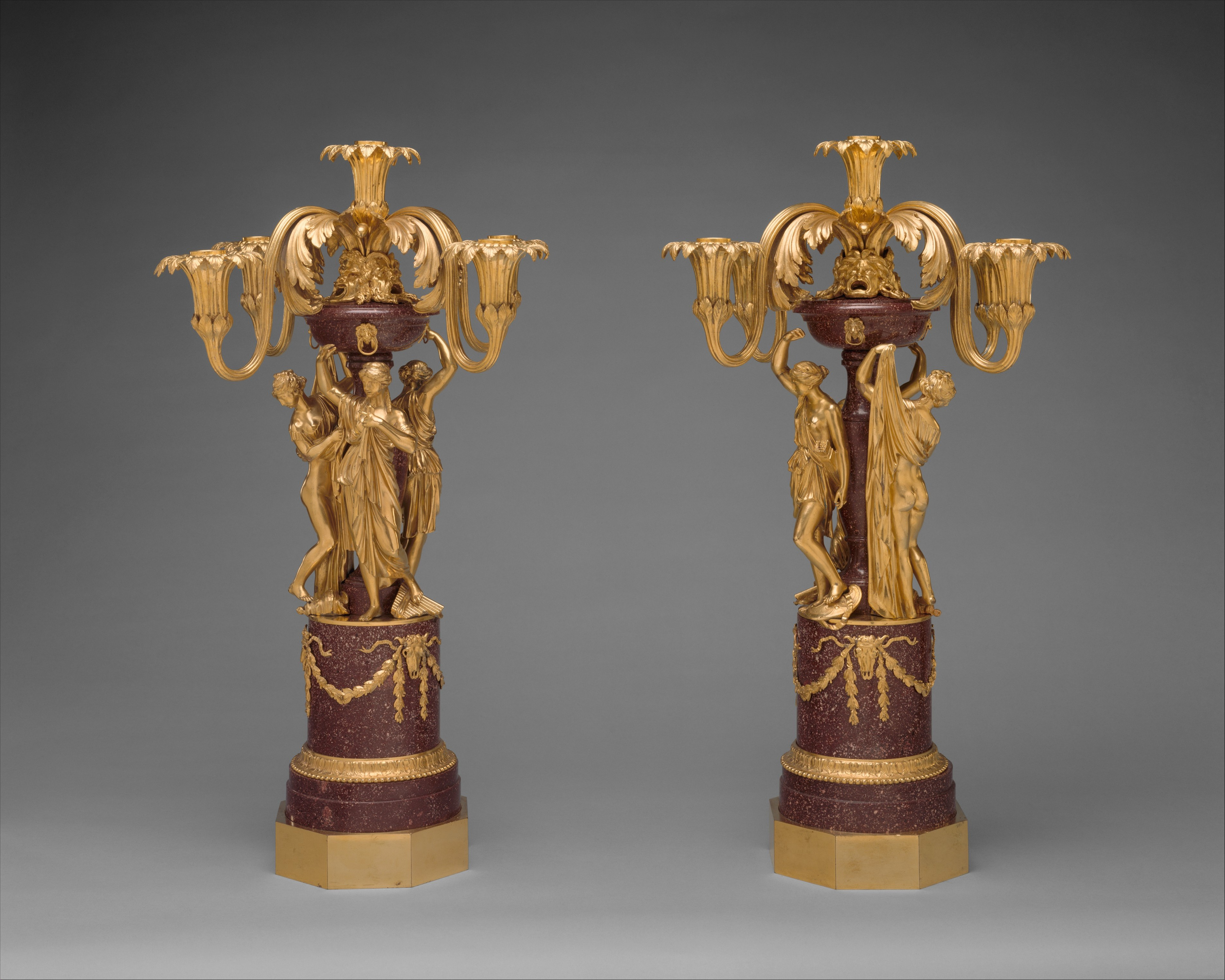
Coppia di candelabri a cinque luci 1774 New York, Metropolitan Museum of Art
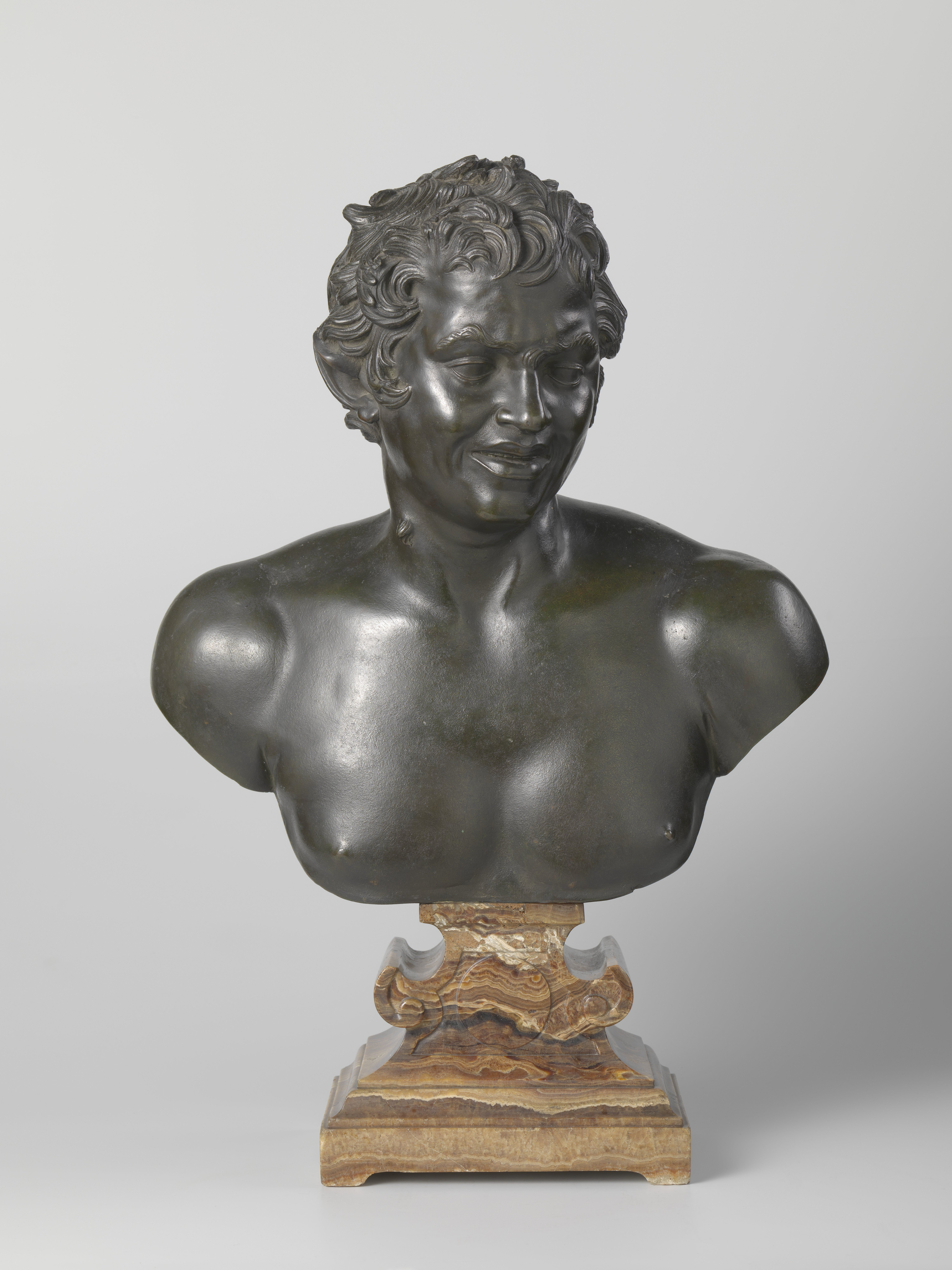
Fauno ridente 1775-80 Amsterdam, Rijksmuseum
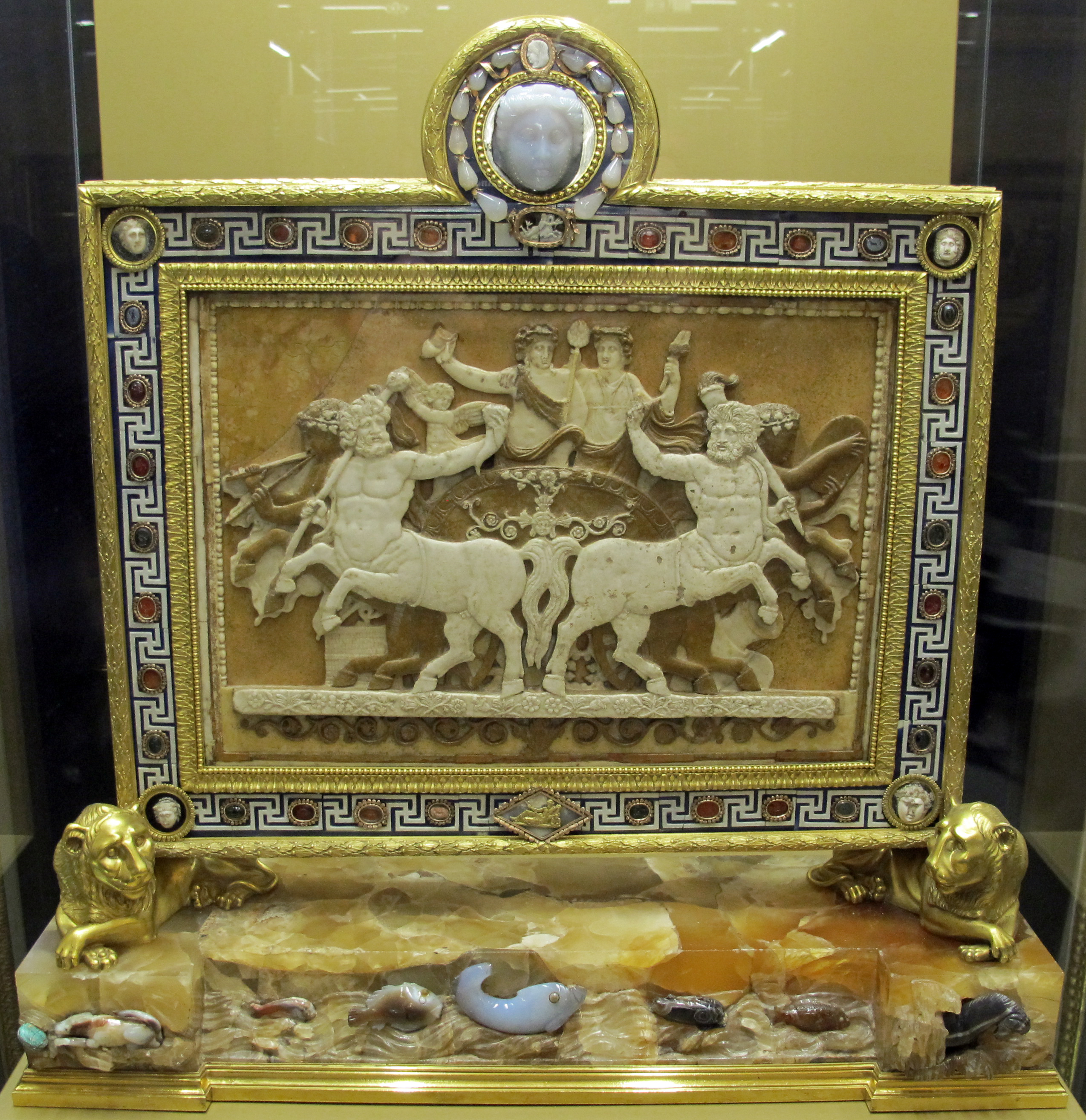
Trionfo di Bacco, cammei di età giulio claudia 1780 Parigi, Louvre
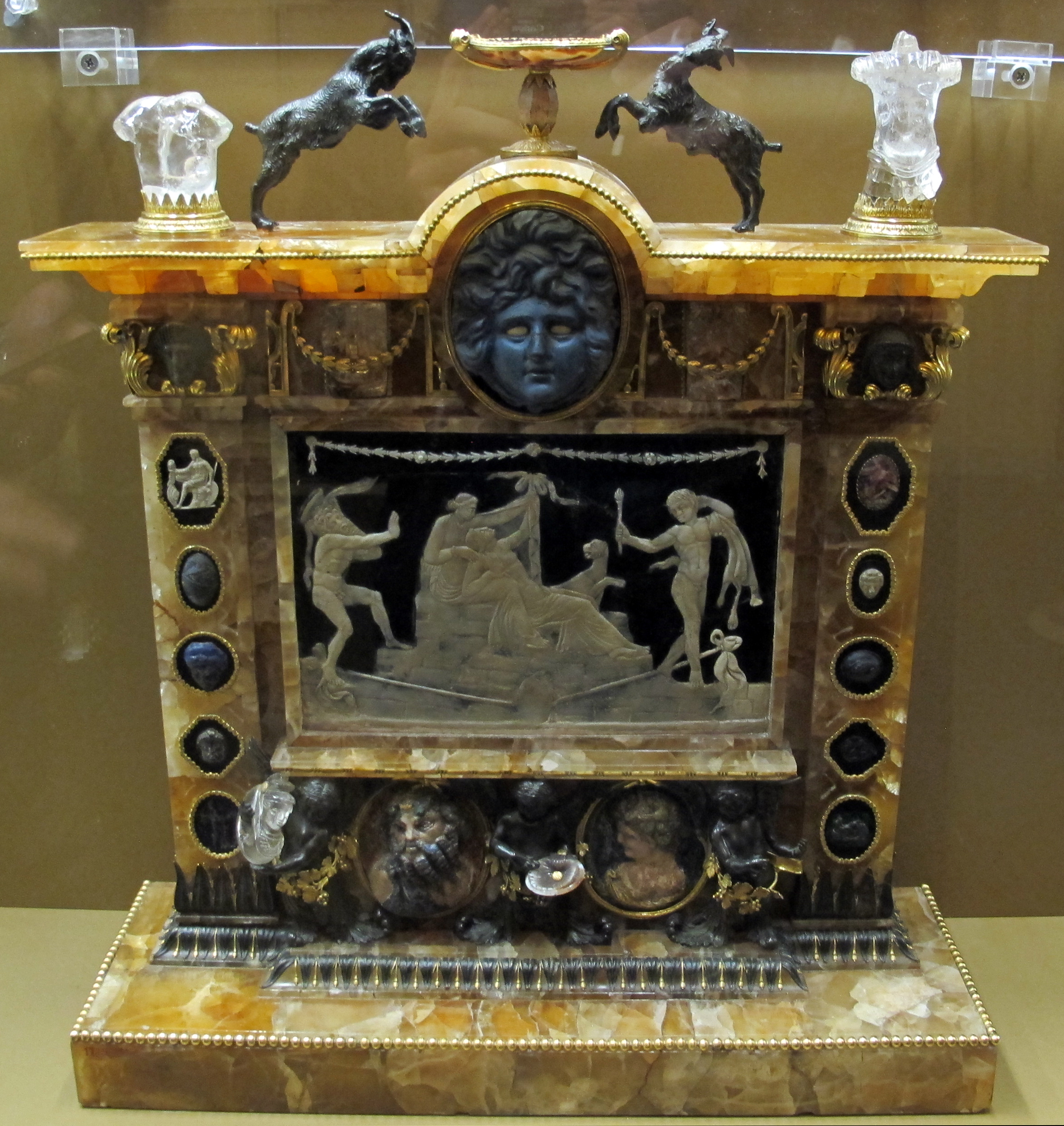
Bacco e Arianna, scrigno con cammei di età giulio claudia 1780-85 Parigi, Louvre
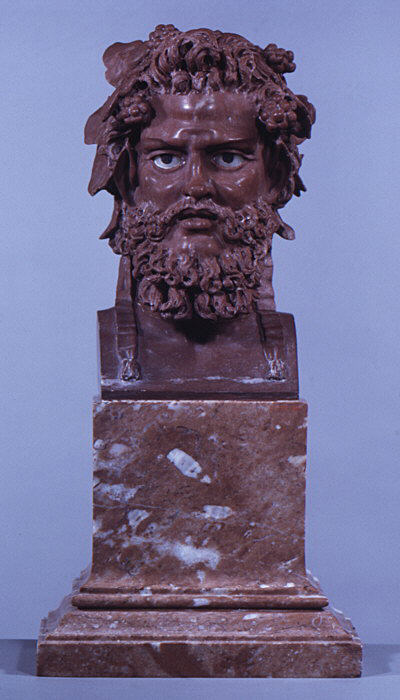
Erma di Dioniso 1783 New York, Metropolitan Museum of Art
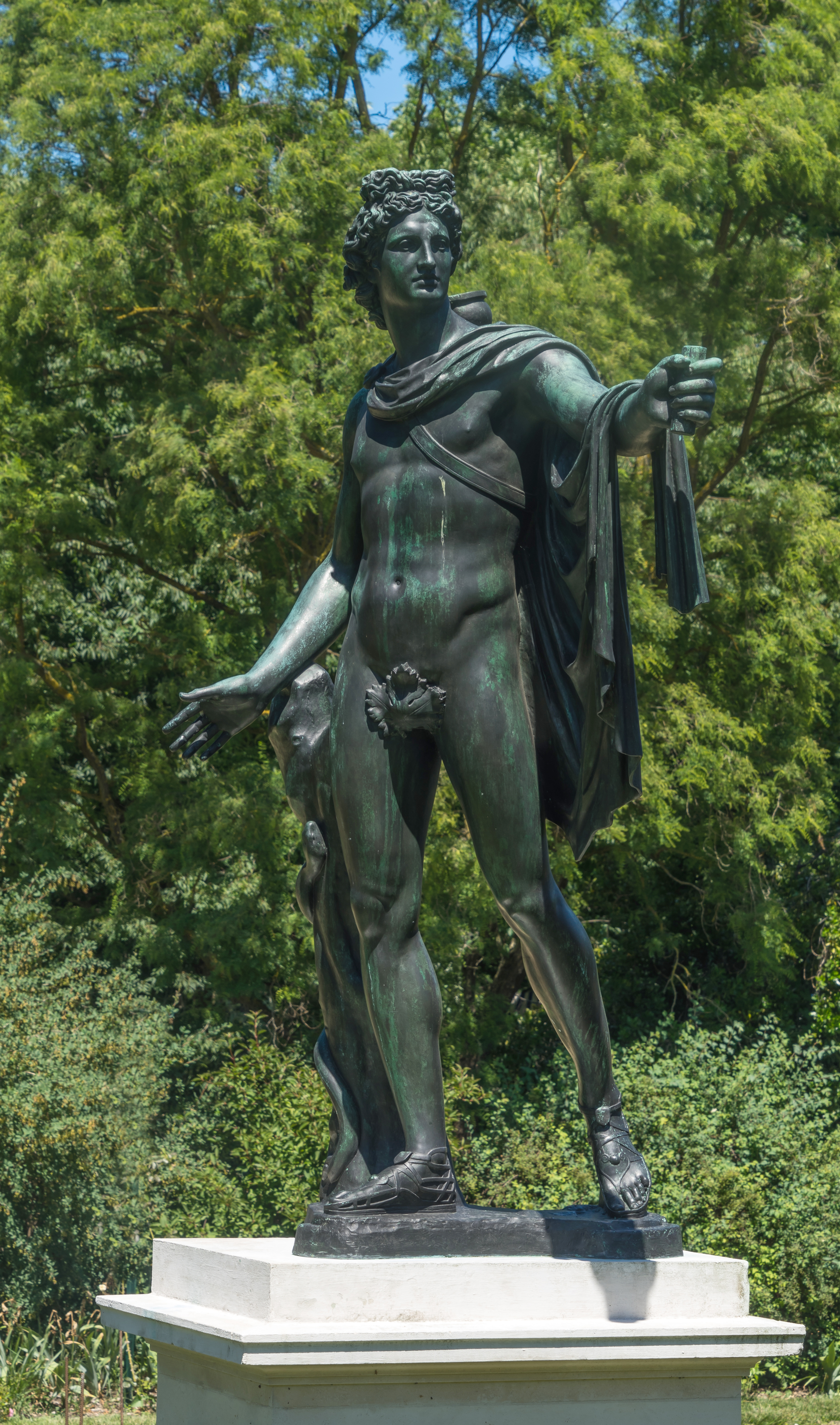
Apollo del Belvedere Parco del castello di Malmaison